# Koniuszków
Koniuszków (ukr. Конюшків) – wieś w rejonie złoczowskim obwodu lwowskiego. W II Rzeczypospolitej miejscowość była siedzibą gminy wiejskiej Koniuszków w powiecie brodzkim województwa tarnopolskiego. Wieś liczy 776 mieszkańców.
Do 2020 w rejonie brodzkim. 